# 1726 en littérature
| Années de la littérature : 1723 - 1724 - 1725 - 1726 - 1727 - 1728 - 1729    |
| Décennies de la littérature : 1690 - 1700 - 1710 - 1720 - 1730 - 1740 - 1750 |

Cet article présente les faits marquants de l'année 1726 en littérature.

## Événements
- 5 mai : exil de Voltaire à Londres. À la suite d’une altercation avec le chevalier de Rohan à ma fin du mois de janvier, Voltaire est embastillé une nouvelle fois le 17 avril, et doit s’exiler en Angleterre dès sa libération (fin en 1729)[1].
- 14 juillet  : Françoise-Louise de Warens quitte Vevey, en Suisse, où elle résidait avec son mari, pour aller à Évian. Elle se convertit au catholicisme au couvent de la Visitation à Annecy[2].

## Parutions
- 5 avril : Lewis Theobald, Shakespeare Restored, London, printed [by Samuel Aris] for R. Francklin, J. Woodman and D. Lyon, and C. Davis, 1726 (présentation en ligne), essai critique[3].
- 8 avril : Winter ; a Poem, première partie du recueil de poèmes de James Thomson The Seasons (« Les Saisons »), est publié par John Millan à Londres[4].

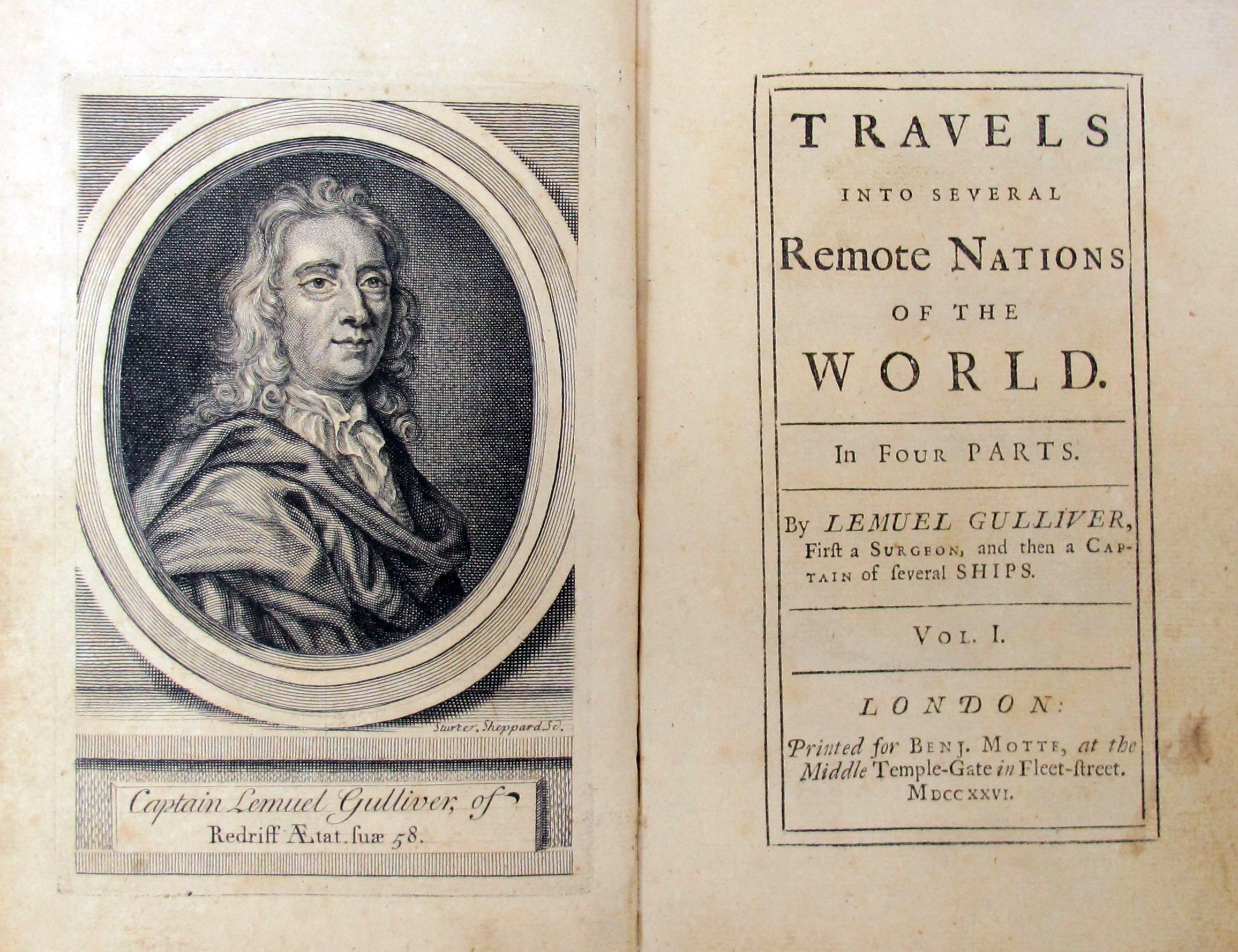
Page de titre de la première édition des Voyages de Gulliver

- 28 octobre : l'écrivain irlandais de langue anglaise Jonathan Swift publie en deux volumes « Les Voyages de Gulliver » sous le titre Travels into Several Remote Nations of the World. : In Four Parts. By Lemuel Gulliver, First a Surgeon, and then a Captain of Several Ships, vol. 1, London, Benjamin Motte, 1726 (présentation en ligne)[5].

- L’Académie royale espagnole publie le premier tome du Diccionario de autoridades (es), premier dictionnaire du castillan sous le titre Diccionario de la lengua castellana, vol. 1, Madrid, Francisco del Hierro, 1726 (présentation en ligne), en six volumes de 1726 à 1739.
- Publication en Chine de Qinding Gujin tushu jicheng, la « Grande Encyclopédie impériale illustrée des temps passé et présent » de Chen Menglei[6].